# Herbert Hollick-Kenyon
Herbert Hollick-Kenyon född 17 april 1897 i London England död 30 juli 1975 var en flygare som räknas in bland pionjärerna inom polarforskningen.
Redan i unga år emigrerade han till Kanada, där han sökte sig till den kanadensiska armén 1914. Hans önskan var att lära sig flyga och 1917 sökte han till Royal Flying Corps där han antogs som flygelev. I mellankrigstiden medverkade han i flera flygspaningar efter piloter som saknades efter transatlantiska flygförsök och polarexpeditioner. Bland annat deltog han i sökandet efter MacAlpine-expeditionen 1929 och Sigizmund Levanevsky som försvann under en flygning mellan Moskva och Alaska 1937.
Tillsammans med Lincoln Ellsworth genomförde han med en Northrop Gamma en flygning över Antarktis 1935.
Man startade från Dundee Island 23 november med målet att nå Richard Byrds läger i Little America. På grund av bränslebrist tvingades de landa 25 miles från lägret, eftersom deras radio inte fungerade kunde de inte tala om sitt läge, utan de tvingades gå till lägret. Efter nästan en månad anlände det brittiska forskningsfartyget HMS Discovery som återbringade de två flygarna hem. Hollick-Kenyon återvände senare till Little America för att bärga flygplanet, och 1936 skänkte Ellsworth planet till samlingarna i Smithsonian Institution.